# José Pablo Arellano
José Pablo Arellano Marín (Santiago, 18 de marzo de 1952) es un economista, académico, investigador, consultor y político chileno, ex-militante del Partido Demócrata Cristiano (PDC). Con la vuelta a la democracia en 1990 el presidente de la República Patricio Aylwin lo designó director nacional de Presupuestos, cargo en el que es ratificado por el siguiente presidente, Eduardo Frei Ruiz-Tagle y en el que se desempeñó por seis años. En el gobierno de este último, además ejerció como ministro de Educación, desde 1996 hasta 2000 y luego en el de Michelle Bachelet, presidente ejecutivo de Codelco-Chile, desde 2006 hasta 2010.
Actualmente realiza clases de pregrado en la Pontificia Universidad Católica (PUC) y en la Facultad de Economía y Negocios (FEN) de la Universidad de Chile y es militante del Partido Movimiento Amarillos por Chile.

## Familia y estudios
Su padre era José Arellano Rivas, militante conservador y luego falangista que ejerció como alcalde de Cartagena entre 1950 y 1956 y, fue presidente de la Asociación de Municipalidades de la época, muerto cuando él apenas tenía cuatro años de edad. Su madre fue Teresa Marín Cerda.
Realizó sus estudios primarios y secundarios en el Colegio San Ignacio en la capital chilena. Luego de titularse como economista por la Pontificia Universidad Católica de Chile (PUC), desde donde egresó como el mejor alumno de la generación, obtuvo un master y un doctorado en economía por la Universidad de Harvard.
Está casado desde el año 1975 con la educadora de párvulos y paisajista María Elena Recabarren, con quien tiene cuatro hijos: José Pablo, Magdalena, Andrés y Francisca.

## Carrera profesional
Entre los años 1984 y 1989, se desempeñó como director ejecutivo de la Corporación de Investigaciones Económicas para América Latina (Cieplan), luego de haber sido investigador de la misma institución. De ahí provino su cercanía con economistas como Alejandro Foxley, Ricardo Ffrench-Davis, Pablo Piñera y René Cortázar. Ha participado en el directorio de varias corporaciones educacionales sin fines de lucro como la Fundación Belén Educa, la Corporación Educacional de Maipú y la Corporación Municipal de Peñalolén. Fue presidente de la Asamblea de la Organización para la Educación de Iberoamérica (1996-1998). Asimismo, fue presidente del Consejo de Rectores de Universidades Chilenas y presidente del Consejo Superior de Educación. Desarrolló actividades docentes en la Pontificia Universidad Católica de Chile, la Universidad de Chile, la Universidad Adolfo Ibáñez y la Universidad de Notre Dame (Estados Unidos).
Realizó asesorías y participó en misiones de asistencia técnica en Argentina, Brasil, Colombia, Costa Rica, Ecuador, Filipinas, Letonia, Lituania, Perú y Rumania. Integró el directorio Viña Santa Rita, Falabella, Empresas Iansa y el Consejo de Autorregulación de la Industria de Seguros, entre otros. También fue presidente de la Comisión Justicia y Paz del Episcopado chileno.
Actualmente es economista senior de Cieplan, director de empresas, e integra el directorio de fundaciones privadas de educación y acción social. Entre ellas es presidente del directorio del Hogar de Cristo y de la fundación educacional «Belén Educa».
Por otra parte, ha sido consultor del Banco Mundial (BM), del Banco Interamericano de Desarrollo (BID), del Fondo Monetario Internacional (FMI) y de las Naciones Unidas (en la Comisión Económica para América Latina y el Caribe (Cepal) y en el PNUD).

## Carrera política
Fue director de Presupuestos del Ministerio de Hacienda entre 1990 y 1996. En ese mismo periodo fue gobernador alterno por Chile en el Banco Mundial (BM). En septiembre de ese último año, en medio de un gran paro de profesores, el presidente de la República Eduardo Frei Ruiz-Tagle le encomendó el cargo de ministro de Educación, puesto que ocupó hasta el 11 de marzo de 2000, cuando terminó dicho gobierno. En su calidad de ministro fue también presidente del Consejo de Monumentos Nacionales. Se desempeñó como presidente de la Fundación Chile y participó de los directorios de Televisión Nacional de Chile y BancoEstado.
En marzo de 2006, fue nombrado por la presidenta Michelle Bachelet como presidente ejecutivo de Codelco, cargo en el cual debió encarar desde presiones sindicales hasta críticas de diversos sectores por el aumento de los costos. Durante su gestión se aprobó la nueva ley de gobierno corporativo de la empresa. Dejó esta responsabilidad en mayo de 2010, bajo la primera administración del presidente Sebastián Piñera.
Durante el segundo gobierno de Sebastián Piñera en 2018, formó parte del programa "Acuerdo Nacional de Desarrollo Integral".
En los últimos años ha escrito y publicado sobre la contribución del cobre a la economía chilena, política fiscal, pensiones y aportes al debate constitucional.

## Obra escrita
- Políticas sociales y desarrollo (1985).
- Inflación rebelde en América Latina (1990).
- Reforma educacional: prioridad que se consolida (2000).
- Veinte años de políticas sociales. Chile 1990-2009 (2011).

## Publicaciones recientes
- Commentary: Public Sector Deficits and Macroeconomic Stability in Developing Economies en Budget Deficits and Debt: Issues and Options A symposium sponsored by the Federal Reserve Bank of Kansas City Jackson Hole, Wyoming August 31-September 2 (1995) http://www.kc.frb.org/publications/research/escp/escp-1995.cfm
- El cobre como palanca de desarrollo para Chile Estudios Públicos (2012) https://www.cepchile.cl/cep/estudios-publicos/n-121-a-la-150/estudios-publicos-n-127-2012/el-cobre-como-palanca-de-desarrollo-para-chile
- Copper Mining and its Impact on Chile’s, IDB  Development Nº35 // Volume 16  (2012) http://idbdocs.iadb.org/wsdocs/getdocument.aspx?docnum=37317800
- Equity and sustainable growth:  twenty years of social policies, Chile 1990–2009 (2012) http://www.cieplan.org/media/publicaciones/archivos/330/E_Book_Twenty_Years_of_Social_Policies_Chile_19902009_Equity_and_sustainable_growth.pdf
- Inserción Internacional 2.0: Las multilatinas chilenas (2015) https://www.cieplan.org/insercion-internacional-2-0-las-multilatinas-chilenas/
- ¿Qué hacemos ahora que terminó el superciclo del cobre? (2015) https://www.cieplan.org/que-hacemos-ahora-que-termino-el-superciclo-del-cobre/
- Récord de crecimiento en el gobierno de Aylwin: ¿Qué nos sugiere para los desafíos actuales? (2016) https://www.cieplan.org/record-de-crecimiento-en-el-gobierno-de-aylwin-que-nos-sugiere-para-los-desafios-actuales-2/
- Para mejorar las pensiones: Aportes al debate (2017) https://www.cieplan.org/para-mejorar-las-pensiones-aportes-al-debate/
- Panorama Fiscal: Propuestas frente a una situación amenazante (2017) https://www.cieplan.org/panorama-fiscal-propuestas-frente-a-una-situacion-amenazante/
- Panorama Fiscal: Propuestas frente a una situación amenazante. Segunda edición (2018) https://www.cieplan.org/panorama-fiscal-propuestas-frente-a-una-situacion-amenazante-segunda-edicion/
- Claves Constitucionales para la sostenibilidad fiscal/requisito para el desarrollo (2020) https://www.cieplan.org/claves-constitucionales-para-la-sostenibilidad-fiscal-requisito-para-el-desarrollo/
- Pandemia y debate constitucional – Apuntes para invitar a la reflexión (2021) https://www.cieplan.org/pandemia-y-debate-constitucional-apuntes-para-invitar-a-la-reflexion/
- Normas Constitucionales y modernización del Estado en Chile (2021) https://www.cieplan.org/normas-constitucionales-y-modernizacion-del-estado-en-chile/